# Eredivisie (vrouwenhandbal) 1982/83
De Eredivisie is de hoogste afdeling van het Nederlandse handbal bij de vrouwen op landelijk niveau. In het seizoen 1982/1983 werd Niloc landskampioen. Trajectum ad Mosam en Vlug en Lenig degradeerden naar de Eerste divisie.

## Teams
| Club                          | Plaats     | Provincie     | Trainer          | Hal                      |
| ----------------------------- | ---------- | ------------- | ---------------- | ------------------------ |
| Duyvestein Wintersport/Hellas | Den Haag   | Zuid-Holland  | Erik van der Wel | Sporthal de Vliegermolen |
| Trajectum ad Mosam            | Maastricht | Limburg       | René Coorens     | Sporthal De Geusselt     |
| AMC/Niloc                     | Amsterdam  | Noord-Holland | René Oosterveld  | Sporthallen Zuid         |
| PSV                           | Eindhoven  | Noord-Brabant | Aag van Suksum   | Sporthal Eckart          |
| Van der Voort Quintus         | Kwintsheul | Zuid-Holland  | Wim Jansen       | Van der Voorthal         |
| Entius/SEW                    | Nibbixwoud | Noord-Holland | Martin Kohler    | Sporthal 't Span         |
| Sittardia/DVO                 | Sittard    | Limburg       | Bert Bouwer      | Stadssporthal            |
| Ookmeer                       | Amsterdam  | Noord-Holland | Frans van Iersel | Van Hoogendrophal        |
| Enzico/Swift                  | Roermond   | Limburg       | Jo Gerris        | Sporthal Koninginnelaan  |
| Vlug en Lenig                 | Geleen     | Limburg       | Ton Reynders     | Sporthal Groenstraat     |

## Stand
| Pos | Club                          | Wed | Ptn | Opmerking                      |
| --- | ----------------------------- | --- | --- | ------------------------------ |
| 1   | AMC/Niloc                     | 18  | 35  | Landskampioen                  |
| 2   | Enzico/Swift                  | 18  | 28  |                                |
| 3   | Duyvestein Wintersport/Hellas | 18  | 21  |                                |
| 4   | Ookmeer                       | 18  | 20  |                                |
| 5   | Van der Voort Quintus         | 18  | 16  |                                |
| 6   | Entius/SEW                    | 18  | 16  |                                |
| 7   | Sittardia/DVO                 | 18  | 15  |                                |
| 8   | PSV                           | 18  | 14  |                                |
| 9   | Trajectum ad Mosam            | 18  | 14  | Degradatie naar eerste divisie |
| 10  | Vlug en Lenig                 | 18  | 1   | Degradatie naar eerste divisie |